# Advena (snäckor)
Advena är ett släkte av snäckor. Advena ingår i familjen Helicarionidae.
Kladogram enligt Catalogue of Life:
| Advena | \| \| Advena campbellii \| \| \| \| \| \| Advena charon \| \| \| \| |
|        | \| \| Advena campbellii \| \| \| \| \| \| Advena charon \| \| \| \| |
|        | Advena campbellii                                                   |
|        |                                                                     |
|        | Advena charon                                                       |
|        |                                                                     |